# Тросна (притока Кушниці)
Тросна — річка в Україні у Іршавському районі Закарпатської області. Права притока річки Лисичанка.

## Опис
Довжина річки приблизно 4,72 км, найкоротша відстань між витоком і гирлом — 3,23  км, коефіцієнт звивистості річки — 1,45 . Формується багатьма гірськими струмками.
Притоки: Гнила, Глубока (праві)

## Розташування
Бере початок на південно-західних схилах гори Серновець (865,3 м). Тече переважно на південний схід і у селі Лисичево впадає у річку Лисичанку, ліву притоку річки Боржави.

## Цікаві факти
- Від гирла річки на південно-західній стороні на відстані приблизно 418 м розташована Водяна кузня Гамора[2].
- Неподалік витоку р.Тросна знаходиться джерело мінеральної води.